# Nacionalna futbolna divizija 1937-1938
La Nacionalna futbolna divizija 1937-1938 fu la 14ª edizione della massima serie del campionato di calcio bulgaro, conclusa con la vittoria del Vladislav Varna, al suo primo titolo.

## Formula
Per la prima volta il torneo fu disputato con la formula del girone unico. In origine la federazione decise che le squadre partecipanti avrebbero dovuto essere otto ma in seguito ad alcune proteste ne ampliò il numero a dieci: quattro della federazione regionale di Sofia, due di Varna e una per le federazioni di Burga, Ruse, Plovdiv e Jambol.
Fu giocato un girone di andata e ritorno per un totale di 18 partite con le ultime due retrocesse nei rispettivi comitati regionali.

## Squadre partecipanti
| Squadra              | Città   | Stadio | Posizione 1937       |
| -------------------- | ------- | ------ | -------------------- |
| Vladislav Varna      | Varna   |        | Semifinale           |
| Ticha Varna          | Varna   |        | Girone regionale     |
| Levski Ruse          | Ruse    |        | Finale               |
| Šipka Sofia          | Sofia   |        | Girone regionale     |
| FK 13 Sofia          | Sofia   |        | Girone regionale     |
| Slavia Sofia         | Sofia   |        | Girone regionale     |
| Levski Sofia         | Sofia   |        | Campione di Bulgaria |
| Botev Plovdiv        | Plovdiv |        | Semifinale           |
| Černomorec Burgas    | Burgas  |        | Primo turno          |
| Georgi Dražev Jambol | Jambol  |        | Quarti di finale     |

## Classifica finale
|                     | Pos. | Squadra              | Pt | G  | V | N | P  | GF | GS | DR  |
| ------------------- | ---- | -------------------- | -- | -- | - | - | -- | -- | -- | --- |
| Bulgaria (bandiera) | 1.   | Ticha Varna          | 25 | 18 | 9 | 7 | 2  | 26 | 17 | +9  |
|                     | 2.   | Vladislav Varna      | 22 | 18 | 8 | 6 | 4  | 42 | 20 | +22 |
|                     | 3.   | Šipka Sofia          | 22 | 18 | 8 | 6 | 4  | 33 | 21 | +12 |
|                     | 4.   | FK 13 Sofia          | 20 | 18 | 8 | 4 | 6  | 31 | 30 | +1  |
|                     | 5.   | Slavia Sofia         | 20 | 18 | 8 | 4 | 6  | 30 | 30 | 0   |
|                     | 6.   | Levski Ruse          | 19 | 18 | 7 | 5 | 6  | 27 | 23 | +4  |
|                     | 7.   | Levski Sofia         | 18 | 18 | 7 | 4 | 7  | 30 | 26 | +4  |
|                     | 8.   | Černomorec Burgas    | 12 | 18 | 4 | 4 | 10 | 30 | 40 | -10 |
|                     | 9.   | Botev Plovdiv        | 12 | 18 | 5 | 2 | 11 | 28 | 44 | -16 |
|                     | 10.  | Georgi Dražev Jambol | 10 | 18 | 3 | 4 | 11 | 18 | 44 | -26 |

Legenda:

      Campione di Bulgaria
      Retrocesso nei campionati regionali
Note:

Due punti a vittoria, uno a pareggio, zero a sconfitta.

### Verdetti
- Ticha Varna Campione di Bulgaria
- Georgi Dražev Jambol e Botev Plovdiv retrocessi ai campionati regionali